# گونتر گراس
گونتر ویلهلم گراس (به آلمانی: Günter Wilhelm Grass) (زاده ۱۶ اکتبر ۱۹۲۷ – درگذشته ۱۳ آوریل ۲۰۱۵) نویسنده، مجسمه‌ساز و نقاش آلمانی بود. او عضو برجسته گروه ۴۷ و از نویسندگان بزرگ و معروف آلمان بود.

گونتر گراس بازتاب صدای نسلی از آلمانها بود که در زمان سلطه نازیسم بزرگ شده بودند. او خود را روایتگر تاریخ از نگاه پایین‌دستی‌ها می‌دانست. وی با رویکردی معترضانه و هشداردهنده همواره در تمام رویدادهای مهم سیاسی و ادبی آلمان حضور مؤثر داشت. در سال ۱۹۹۹ گراس برنده جایزه نوبل ادبیات شد، فرهنگستان پادشاهی علوم سوئد هنگام اعلام نام او، داستان‌هایش را تصویرگر چهرهٔ فراموش شده تاریخ خواند.

## زندگی

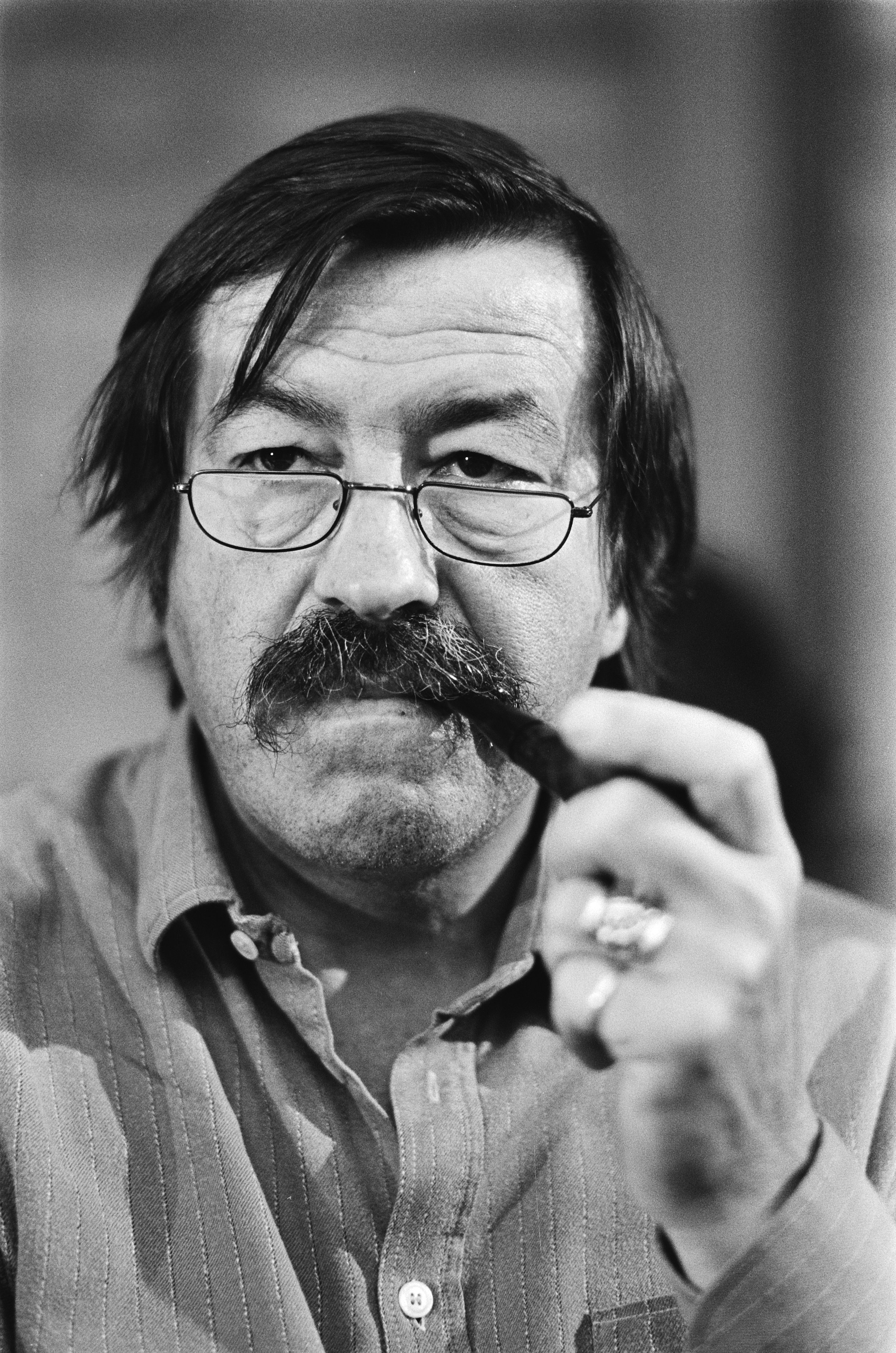
۱۹۸۲

گونتر گراس در ۱۶ اکتبر سال ۱۹۲۷ در دانتسیگ-لاگفور (که امروزه در خاک لهستان است)، از پدری آلمانی و پروتستان به نام «ویلهلم» و مادری کاتولیک به نام «هلنه» که اصالتاً لهستانی بود، زاده شد. گراس تحت تأثیر تربیت کاتولیکی مادر، به خدمت در کلیسا مشغول شد و با نوجوانان خادم در اجرای مراسم نمازگزاری شرکت می‌کرد.
در پانزده سالگی برای گریز از محیط تنگ و فقیرانه خانوادگی، خدمت در ارتش هیتلری را با رغبت پذیرفت و در هفده سالگی به لشکر دهم توپخانه اس‌اس - فروندبرگ فرا خوانده شد.
گونتر گراس پس از مجروح شدن در تاریخ ۲۰ آوریل ۱۹۴۵، در تاریخ ۸ مه ۱۹۴۵ در ماریانسکه لازنی دستگیر و به اسارت نیروهای آمریکایی درآمد و تا ۲۴ آوریل ۱۹۴۶ در بازداشتگاه بود.
گراس در بازجوئی‌های مقدماتی افسران آمریکایی، به عضویت خود در شاخه مسلح حزب نازی موسوم به اس‌اس اعتراف کرد، ولی تا سال ۲۰۰۶ افکار عمومی را از آن آگاه نکرد.
او سال ۱۹۴۷/۱۹۴۸ در دوسلدورف یک دوره کارآموزی را در کارگاه سنگ‌تراشی به پایان رساند و سپس در آکادمی هنر دوسلدورف تا پایان سال ۱۹۵۲ به تحصیل در رشته پیکرتراشی و قلم‌سیاه پرداخت.
سال‌های ۱۹۵۳/۱۹۵۶ در دانشکده هنرهای تجسمی در برلین ادامه تحصیل داد. پس از اتمام تحصیلات به پاریس رفت و تا سال ۱۹۵۹ در آن‌جا اقامت کرد.
سال ۱۹۶۰ مجدداً به برلین بازگشت و تا سال ۱۹۷۲ آنجا سکونت کرد.
گونتر گراس سال‌های ۱۹۷۲/۱۹۸۷ در یکی از شهرهای کوچک استان شلسویگ-هولشتاین زندگی کرد. او سال ۱۹۵۴ با یک دانشجوی سوئیسی ازدواج کرد که این پیوندِ زناشوئی تا سال ۱۹۷۸ دوام داشت و ثمره آن پنج فرزند بود.
گراس سال ۱۹۷۹ مجدداً ازدواج و به اتفاق همسرش راهی هندوستان شد و برای شش ماه در کلکته زندگی کرد.
گونتر گراس روز ۱۳ آوریل ۲۰۱۵ (دوشنبه ۲۴ فروردین ۱۳۹۴) در سن ۸۷ سالگی بر اثر عفونت در بیمارستان شهر لوبک در شمال آلمان درگذشت.

## جوایز ادبی
- جایزه گئورگ بوشنر در سال ۱۹۶۵
- جایزه توماس مان در سال ۱۹۹۶
- جایزهٔ شاهدخت آستوریاس در سال ۱۹۹۹
- جایزه نوبل ادبیات در سال ۱۹۹۹
- دکترای افتخاری از دانشگاه آزاد برلین در سال ۲۰۰۵

## فعالیت‌های سیاسی

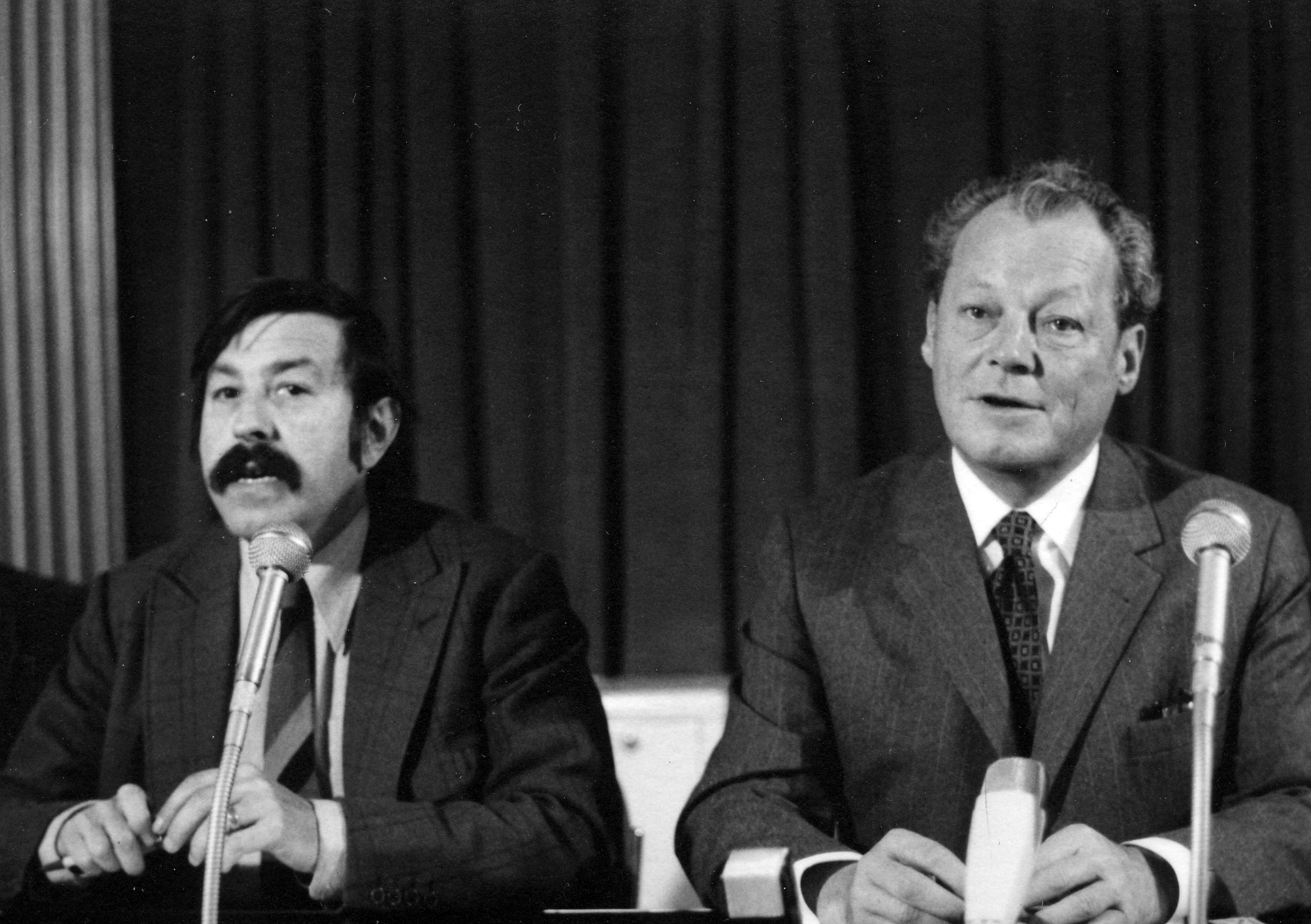
گراس با صدراعظم آلمان غربی ویلی بران

کارهای گونتر گراس جنبه‌های قوی سیاسی دارد و خود او نیز فعال سیاسی و درگذشته، عضو حزب سوسیال دموکرات آلمان بوده است.

او سال ۱۹۸۲ رسماً به عضویت این حزب درآمد. ده سال عضو آن بود و سرانجام از حزب استعفاء داد. او هنوز طرفدار این حزب است.

گراس همچنین اعتراف کرده است در نوجوانی از اعضای بخش مسلح حزب نازی موسوم به اس‌اس بوده است. او همچنین مانند هاینریش بل از قبول نشان صلیب خدمت از دست رئیس‌جمهور آلمان سرباز زده است.
روز ۱۶ فروردین ۱۳۹۱(۴ آوریل ۲۰۱۲) در شرایط اوجگیری دوباره التهابات بر سر برنامه هستهٔ ایران و باز سایه انداختن جغد جنگ بر سر ایرانیان، شعر منثوری از گونتر گراس با عنوان «آنچه باید گفته شود» در روزنامه آلمانی زود دویچه تسایتونگ، نیویورک تایمز و روزنامه ایتالیایی لارپوبلیکا منتشر شد که جنجال‌های فراوانی را در میان اصحاب رسانه و سیاست برانگیخت.
وی در این شعر با اشاره به بمب‌های هسته‌ای اعلام‌نشده تل‌آویو، آن‌ها را تهدیدی برای صلح جهانی خوانده است. او همچنین با کنایه‌ای طنزگونه به اینکه آلمان قرار است یک زیردریایی جدید به اسرائیل بدهد، نوشته است که این زیردریایی «باید همه کلاهک‌های نابودکننده را به جایی هدایت کند که وجود یک بمب اتمی در آن ثابت نشده است.» او در این شعر به صراحت از اسرائیل نام می‌برد و با انتقاد از «حمله پیشگیرانه» می‌گوید که اسرائیل به‌عنوان یک قدرت اتمی، صلح جهانی را که خود متزلزل است، به خطر انداخته است. گراس از این «حق ناروا» انتقاد می‌کند که «ملتی منکوب و استبدادزده (ایران) قرار است بمباران شود، تنها با این حدس و گمان که رهبران آن به دنبال ساختن بمب اتمی هستند.»

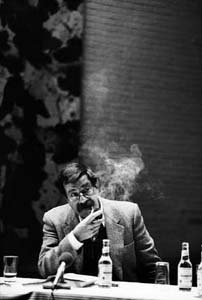
گونتر در سال ۱۹۸۶

او این را «همدستی در جنایتی می‌داند که غیرقابل بخشش است.» و معتقد است ادامه این سیاست «ریاکاری غرب» است وی امیدوار است، عده بیشتری به وجدان خود گوش کنند و سکوت را بشکنند. او در شعر خود همچنین به این نکته اشاره کرده که هرگونه انتقادی از اسرائیل به‌عنوان ضدسامی‌گری تلقی می‌شود که در آلمان برای آن مجازات قانونی تعیین شده است.

## واکنش‌ها
امانوئل ناهشون، سفیر وقت اسرائیل در برلین، شعر گراس را «تحریکات ضدیهودی که قدمت یک قرن دارند» خوانده و گفته است: «این سنت اروپاست که یهودیان را به جنایت متهم کنند.» او با ادعای اینکه اسرائیل می‌خواهد با همسایگان خود در منطقه در صلح زندگی کند، عنوان کرده که اسرائیل چنین نقشی را که گونتر گراس براساس رفتار گذشته مردم آلمان آن را ترسیم می‌کند، برعهده نمی‌گیرد.
دیتر گراومن، مدیر مرکز یهودیان آلمان در اظهار نظری گفته «شوکه» شده است. او شعر گراس را «جزوه نفرت» نامیده و معتقد است: «یک نویسنده برجسته به‌هیچ‌وجه یک کارشناس برجسته سیاسی نیست.»
دیدر برگر، مدیر کمیته یهودیان آمریکا، هم در این‌باره اینطور اظهارنظر کرده است: «وقتی گراس سیاست‌های امنیتی ضروری اسرائیل را تبهکاری قلمداد می‌کند و دلایل اصلی تنش منطقه را مورد حمایت قرار می‌دهد، به روابط دوستانه آلمان و اسرائیل صدمه شدیدی وارد می‌کند.»
روپرشت پولنتز، رئیس کمیته امور خارجی حزب دمکرات مسیحی آلمان، گفته از این شعر گراس خوشش نیامده است. او گناهکار دانستن اسرائیل را مورد انتقاد قرار داده و مدعی شده است: کشوری که نگرانی ما را برمی‌انگیزد، ایران است و در این مورد شعر گراس به انحراف رفته است.
آندرئا نالس، از مسئولان حزب سوسیال دمکرات آلمان، شعر گراس را «تحریک‌کننده و نامناسب» توصیف کرده است. اما چپ‌های آلمان از آخرین اثر گونتر گراس پشتیبانی کرده‌اند. ولفگانگ گرکه، عضو رهبری حزب چپ‌های آلمان، گفته، گراس جرأت این را داشت که از موضوعی که دربارهٔ آن سکوت می‌شود، حرف بزند.

## روشنفکر درجه یک آلمان
گونترگراس در سال ۲۰۱۳ از سوی مجله سیسرو به عنوان روشنفکر شماره یک آلمانی‌زبان شناخته شد.

## کتابشناسی
- طبل حلبی (۱۹۵۹)
- موش و گربه (۱۹۶۱)
- سال‌های سگی (۱۹۶۵)
- پابرهنه‌ها تمرین انقلاب می‌کنند (۱۹۶۶)
- مجموعه اشعار (۱۹۷۱)
- از دفتر خاطرات یک حلزون (۱۹۷۲)
- کفچه ماهی (سفره ماهی) (۱۹۷۷)
- ماده‌موش/ دنباله طبل حلبی (۱۹۸۶)
- آوای وزغ (۱۹۹۲)
- قرن من (۱۹۹۹)
- بر گام خرچنگ (۲۰۰۲)
- آخرین رقص (۲۰۰۳)
- داستان‌های هانس کریستیان آندرسن از دیدگاه گونتر گراس (۲۰۰۵)
- پوست کندن پیاز (۲۰۰۶)
- شهر فرنگ (۲۰۰۸)
- آنچه باید گفته شود (۲۰۱۲)

اما مشهورترین رمان او طبل حلبی است که نمونه برجسته سبک رئالیسم جادوئی در اروپا به‌شمار می‌آید. این رمان سال ۱۹۵۹ چاپ و باعث شهرت گراس شد.

رمان مشهور دیگر او سال‌های سگی نام دارد که سال ۱۹۶۳ منتشر شد و به تلفیق واقعیت با تخیل مشهور است. او سال ۱۹۸۶ پس از سال‌ها سکوت، رمان ماده موش را منتشر کرد.

## پیوند به‌بیرون
- گونتر گراس Günter Grass «آنچه باید گفته شود».. در یوتیوب
- دربارهٔ شعر ضد جنگ گونتر گراس
- شماره ۴۸ بخارا (ویژه‌نامه گونتر گراس)
- سروده گونتر گراس درباره ایران در «عشق با پاهای چوبین»